# Gonnehem
Gonnehem ist eine französische Gemeinde mit 2532 Einwohnern (Stand: 1. Januar 2022) im Département Pas-de-Calais in der Region Hauts-de-France. Sie gehört zum Arrondissement Béthune und zum Kanton Lillers.

## Geographie
Die Gemeinde Gonnehem liegt am Nordrand des Nordfranzösischen Kohlereviers, etwa fünf Kilometer nordwestlich von Béthune. Umgeben wird Gonnehem von den Nachbargemeinden Robecq im Nordwesten und Norden, Mont-Bernanchon im Norden und Nordosten, Hinges im Osten, Oblinghem und Vendin-lès-Béthune im Südosten, Chocques im Süden, Allouagne im Südwesten, Lillers im Westen sowie Busnes im Nordwesten.

## Bevölkerungsentwicklung
| Jahr                       | 1962 | 1968 | 1975 | 1982 | 1990 | 1999 | 2006 | 2012 | 2022 |
| Einwohner                  | 1701 | 1755 | 1740 | 1805 | 2172 | 2139 | 2252 | 2519 | 2532 |
| Quellen: Cassini und INSEE |      |      |      |      |      |      |      |      |      |

## Sehenswürdigkeiten
- Schloss Werppe aus dem 15. Jahrhundert
- Herrenhaus Saint-Michel von Bron aus dem 15. Jahrhundert, seit 1995 Monument historique
- Wasserschloss Lanoy
- Kirche Saint-Pierre aus dem 16. Jahrhundert, seit 1929 Monument historique
- Kirche von Busnettes
- zwei britische Militärfriedhöfe

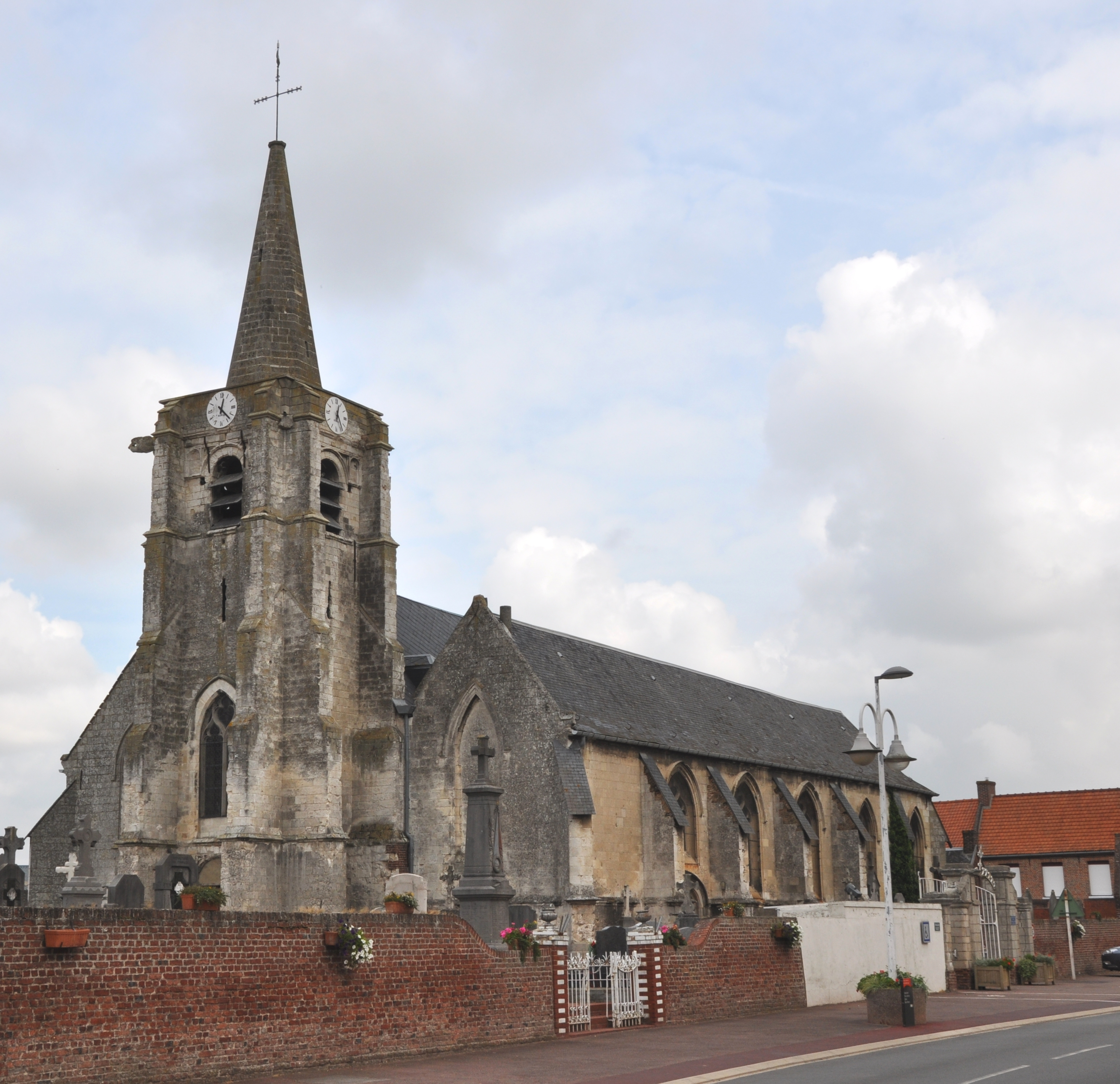
Kirche Saint-Pierre
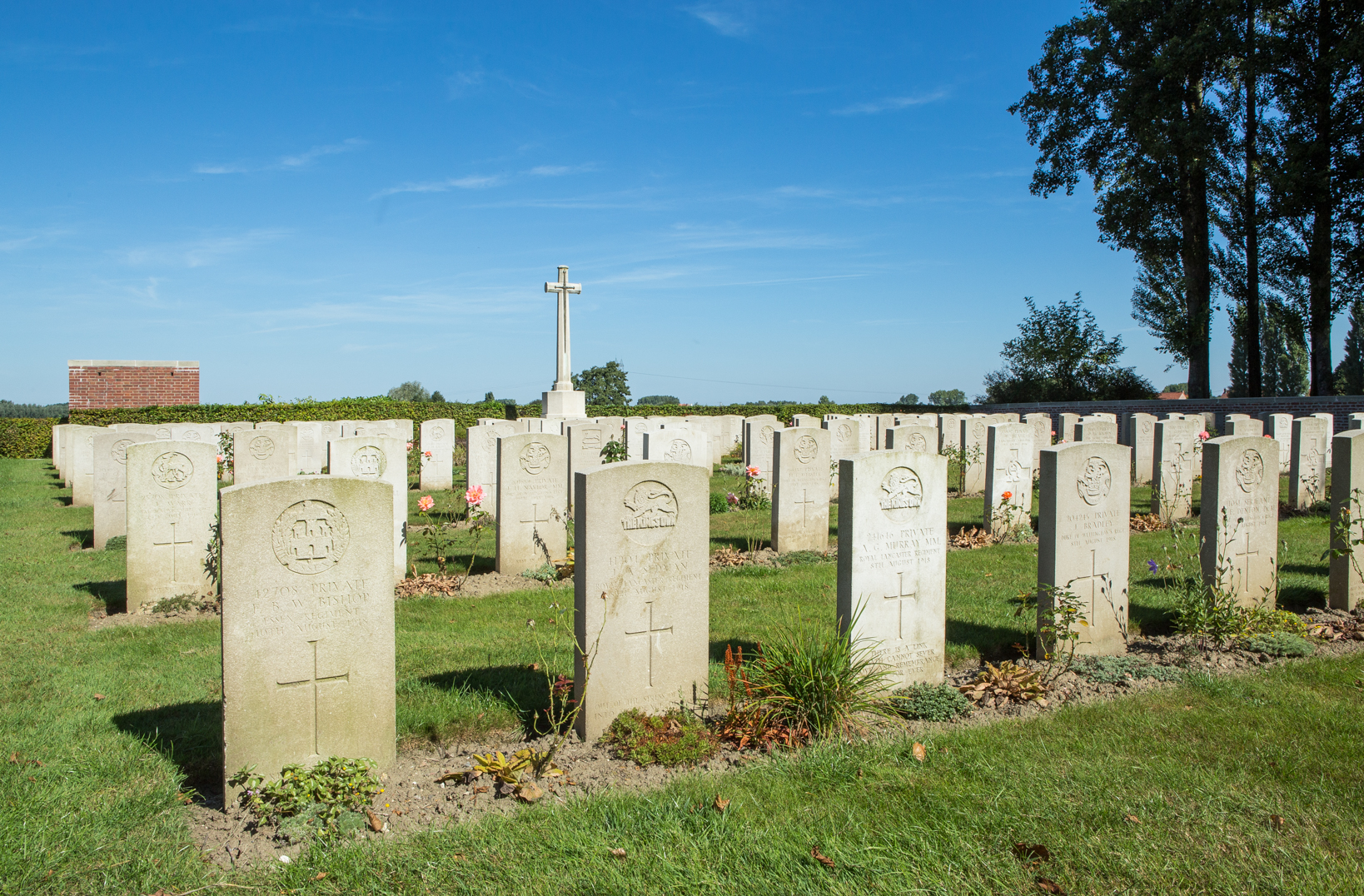
Gonnehem British Cemetery
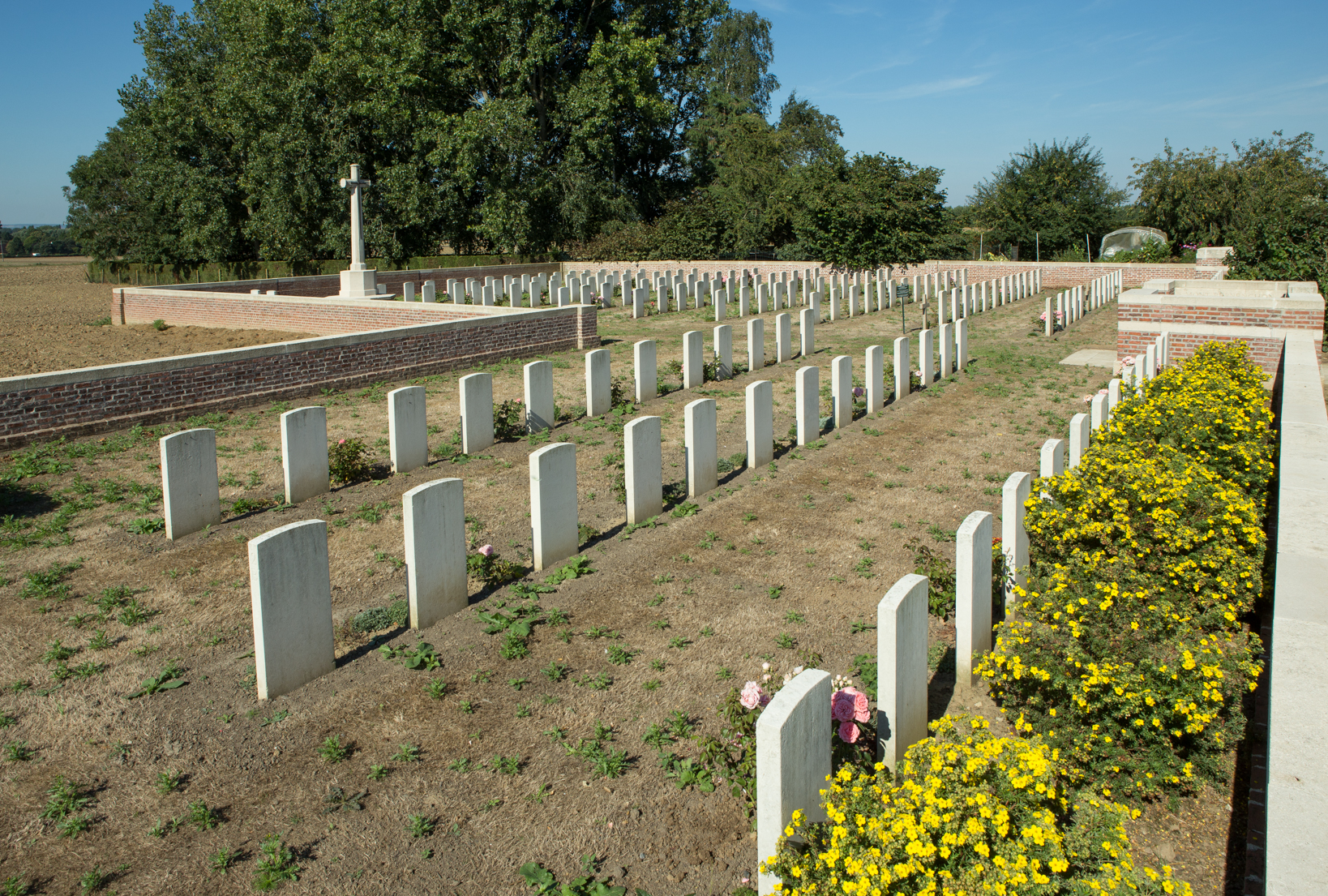
Mont-Bernanchon British Cemetery